# 히가시다니촌 (도야마현)
히가시다니촌(東谷村)은 도야마현 나카니카와군에 있던 촌이다.

## 역사
- 1889년 4월 1일 - 정촌제 시행에 의해 가미니카와군 히가시다니촌이 성립하였다.
- 1896년 4월 1일 - 군 개편에 의해 가미니카와군에서 분립해 나카니카와군이 성립하여 나카니카와군에 소속되었다.
- 1954년 10월 1일 - 오야마정, 우와단촌, 가미가후치촌, 다테야마촌, 리타촌과 합병해, 다테야마정이 성립하여, 동일 다테야마촌은 폐지되었다.

## 참고문헌
- 『市町村名変遷辞典』東京堂出版、1990年。
- 『統計たてやま 2013』立山町 2013年9月。
- 『立山町史 下巻』立山町 1984年2月15日。